# 對馬洋弥吉
對馬洋 弥吉（つしまなだ やきち、1887年8月19日 - 1933年2月16日）は、長崎県下県郡久和村（のち厳原町、現対馬市）出身で出羽海部屋（当時は出羽ノ海部屋）に所属した大相撲力士。本名は川上 弥吉（かわかみ やきち）。最高位は東大関。現役時代の体格は190cm、105kg。得意手は左四つ、吊り、上手投げ、小手投げ。

## 来歴
対馬の生まれで幼少時より背が高く、「半鐘泥棒」と言われてはからかわれていた。成人して地元の重砲隊に入隊したが体の大きさを見込んだ師団長が力士になることを勧め、除隊させてくれた。師団長の紹介状を手に角聖・常陸山を訪ね入門した。常陸山からは「タイシュウ（対州）」の愛称で呼ばれていた。
脚気に罹ったため初土俵は2年遅れて1910年1月場所だった。十両昇進は初土俵からわずか3年後の1913年5月場所、ここまでわずか5敗しかしなかった。翌1914年1月場所には早くも入幕を果たしたものの1勝6敗3預と散々で、すぐ十両に陥落したが1915年1月にすぐ幕内に返り咲いた。その後は好成績を重ね、横綱鳳の小手投げで肩を脱臼するもすぐに盛り返し、1919年5月場所に大関に昇進した。
体は細いが当時では群を抜く長身で腕力も強く、腰も粘り強かった。四つに組めば長い腕が生き、相手は「蛸に吸い付かれたようだ」と攻めあぐねた。ごぼう抜きに相手を吊ったり投げも強く、太刀山ですら懼れたほどである。しかし立合いが拙く、動きの速い力士を苦手とした。
しかし大関に昇進したものの稽古中に再び脱臼すると吊り、投げの威力が落ち、わずか2場所で関脇に陥落してしまった。その後はあっという間に番付が降下し、西前頭14枚目まで下がった1922年5月場所で2場所連続して全休、そのまま引退した。
引退後は年寄とならず郷里に帰り、村長を務めた。
父親が対馬出身で、諌早出身の梅野勝満は日本大学卒業後境川部屋に入門し、2016年7月場所にて本名で初土俵を踏み、2017年3月場所より出身地にあやかって、同じ對馬洋に改名した。

## 主な成績
- 通算成績：81勝49敗3分12預49休　勝率.623
- 幕内成績：62勝46敗2分11預49休　勝率.574
- 大関成績：10勝10敗　勝率.500
- 通算在位：26場所
- 幕内在位：17場所
- 大関在位：2場所
- 三役在位：7場所（関脇5場所、小結2場所）
- 各段優勝
  - 三段目優勝：1回（1912年1月場所）
  - 序ノ口優勝：1回（1910年6月場所）

### 場所別成績
| 1910年 （明治43年） | （前相撲）              | 西序ノ口22枚目 優勝 5–0   |
| 1911年 （明治44年） | 東序二段37枚目 –        | 西三段目64枚目 –          |
| 1912年 （明治45年） | 西三段目6枚目 優勝 5–0  | 西幕下27枚目 –            |
| 1913年 （大正2年） | 西幕下4枚目 4–0 (1引分) | 東十両3枚目 5–2 (1引分)   |
| 1914年 （大正3年） | 西前頭14枚目 1–6 (3預)  | 東十両筆頭 4–1 (1預)      |
| 1915年 （大正4年） | 東前頭15枚目 8–2        | 東前頭筆頭 5–3 (2引分)    |
| 1916年 （大正5年） | 東関脇 6–3–1            | 東関脇 5–3 (2預)          |
| 1917年 （大正6年） | 西張出関脇 0–2–8        | 西張出前頭3枚目 5–4 (1預) |
| 1918年 （大正7年） | 東前頭筆頭 5–2–3        | 東小結 6–2 (2預)          |
| 1919年 （大正8年） | 東張出関脇 6–1 (3預)    | 東大関 6–4                |
| 1920年 （大正9年） | 東大関 4–6              | 西関脇 0–0–10             |
| 1921年 （大正10年） | 西小結 4–6              | 東前頭5枚目 1–2–7         |
| 1922年 （大正11年） | 東前頭9枚目 0–0–10      | 西前頭14枚目 引退 0–0–10  |
| 各欄の数字は、「勝ち-負け-休場」を示す。 優勝 引退 休場 十両 幕下 三賞：敢=敢闘賞、殊=殊勲賞、技=技能賞 その他：★=金星 番付階級：幕内 - 十両 - 幕下 - 三段目 - 序二段 - 序ノ口 幕内序列：横綱 - 大関 - 関脇 - 小結 - 前頭（「#数字」は各位内の序列） |                         |                           |

（幕下以下の地位は小島貞二コレクションの番付実物画像による）